# 氨基乙腈
氨基乙腈是一种有机化合物，化学式 NCCH2NH2。它是无色液体。由于氨基（亲核试剂）和氰基（亲电试剂）的不相容性，它在室温下不稳定。由于这个原因，它通常以盐酸盐和硫酸氢盐形式出现，也就是 [NCCH2NH3]+Cl− 和[NCCH2NH3]+HSO4−。

## 制备和应用
工业上，氨基乙腈是由羟基乙腈和氨反应而成的：
HOCH2CN  +  NH3   →   H2NCH2CN  +  H2O
氨基乙腈水解形成甘氨酸。氨基乙腈有双官能团，可用于合成各种含氮杂环化合物。
氨基乙腈的衍生物是有用的驱虫剂。它们充当线虫特异性 ACh 激动剂，导致寄生虫痉挛性麻痹，并从宿主中快速排出。

## 在星际介质中的存在
马克斯·普朗克射电天文研究所发现氨基乙腈存在于大分子家园，为人马座星系中心附近的巨大气体云。这一发现对关于甘氨酸是否广泛存在于宇宙中的争论具有重要意义。